# Осенний
Осе́нний — хутор в Кущёвском районе Краснодарского края.
Входит в состав Ильинского сельского поселения.

## География
Хутор расположен на берегу реки Большой Эльбузд.

## История
В 1958 году указом Президиума Верховного Совета РСФСР хутор Осенне-Буденновский переименован в Осенний.

## Население
| 2002 | 2010 |
| ---- | ---- |
| 191  | ↘132 |

## Улицы
На хуторе имеется одна улица: Гореленко.